# Gian Galeazzo Visconti
Gian Galeazzo Visconti (ur. 16 października 1351 w Pawii, zm. 3 września 1402 w Melegnano) – zwany był Conte di Virtù od nazwy Vertus w Szampanii, tytułu wniesionego w posagu przez jego pierwszą żonę, Izabelę de Valois, córkę Jana II Dobrego, króla Francji. Był władcą Mediolanu, Werony, Cremony, Bergamo, Brescii, Belluno, Pieve di Cadore, Feltre, Pavii, Novary, Como, Lodi, Vercelli, Alby, Asti, Pontremoli, Tortony, Alessandrii, Valenzy, Piacenzy, Parmy, Reggio Emilia, Vicenzy, Vigevano, Borgo San Donnino oraz pierwszym księciem Mediolanu.

## Życiorys
Jego rodzicami byli Galeazzo II Visconti i Bianka Sabaudzka. Wcześnie został zmuszony do małżeństwa przez Ojca, który chciał rozciągnąć i wzmocnić wpływ swojej rodziny. Gian Geleazzo poślubił więc Izabelę de Valois. Jego ojciec, coraz bardziej chory, pozostawił właściwie kierownictwo polityki państwowej bratu Bernabò, co przyczyniło się do spełnienia się ambitnych zamiarów syna, który w 1377 r. skłonił ojca do powierzenia mu administracji zachodniej części państwa. Część ta obejmowała Novarę, Alessandrię, Tortonę, Casale i Vercelli. Rok później udało mu się przejąć władzę także nad Asti. W 1373 r. zmarła mu żona, ale pozostał mu po niej tytuł hrabiego Vertus (conte di Virtù). W 1378 r. zmarł jego ojciec, natomiast Gian Galeazzo, który ostatnie lata spędził pod kuratelą stryja, próbował zawrzeć kolejne małżeństwo. Jego wzrok kierował się jednak nie na inne rodziny panujące w Europie, aby poprzez więzi małżeńskie zapewnić siłę panowaniu Viscontich, ale na Półwysep Apeniński. W 1379 r. miał przyjąć w porcie w Pizie królową Sycylii Marię Sycylijską, ale król Aragonii Piotr IV, przeciwny temu małżeństwu, dzięki któremu prawa do Sycylii przeszłyby na Viscontich, wysłał flotę, która zmusiła statki mediolańskie do ucieczki.
Rok 1380 zaznaczył się jako początek bardziej zdecydowanej polityki personalnej Gian Galeazzo, który coraz bardziej jawnie przeciwstawiał się stryjowi, mimo iż w tym roku poślubił jego córkę Katarzynę. Uzyskał od Wacława Luksemburskiego tytuł wikariusza cesarskiego, który służył mu do prezentowania się wobec poddanych jako prawowity władca. Bernabò jednak nie myślał rezygnować łatwo ze swojej władzy, ani przekazywać jej bratankowi. 6 maja 1385 r. w pobliżu Porta Ticinese Gian Galeazzo rozkazał go aresztować a sam został obwołany przez lud panem Mediolanu. Aby zachować pozory praworządności, wytoczył stryjowi proces oskarżając go o to, że rządził państwem bez legitymizacji ze strony cesarza. W ten sposób zostało przygotowane i usprawiedliwione zabójstwo Bernabò, który został otruty 18 grudnia 1385 r.
W realizacji ambitnej i ekspansywnej polityki zwrócił się na wschód, próbując rozszerzyć swe panowanie w kierunku Wenecji. W tym celu sprzymierzył się w 1387 r. z Francesco di Carrara, władcą Padwy, który był w konflikcie z Antonio della Scala. W razie zwycięstwa przypadłaby mu Werona, a władcy Padwy Vicenza, ale Visconti opanował tak Weronę, jak Vicenzę. Następnie zmusił Francesco do abdykacji i zajął Padwę, Belluno i Feltre. Wszystkie te zwycięstwa sprawiły, że stał się najpotężniejszym władcą północnej Italii. Stanowiło to zagrożenie nie tylko dla państw włoskich, ale i władców spoza Włoch. Najbardziej zagrożona czuła się Florencja, która podjęła się tworzenia ligi przeciwko Viscontiemu, do której przystąpili również książę Bawarii Stefan III i Jan III d’Armagnac. Wojna rozpoczęła się 3 maja 1389 r. i trwała do 1390 r. 25 lipca 1391 r. w bitwie pod Alessandrią Armagnac został ranny i wkrótce zmarł. W styczniu 1392 r. zawarto pokój, który jednak nie był pomyślny dla władcy Mediolanu, ponieważ musiał on oddać Padwę. Jego aktywność polityczna skierował się ku Piemontowi, Emilii i Genui. Już w 1390 r. związał się z królestwem Francji, oddając wraz z posiadłością Asti swą córkę Walentynę za małżonkę Ludwikowi Orleańskiemu, bratu króla Karola VI. 1 maja 1395 r. cesarz Wacław nadał mu za 100 000 florenów tytuł księcia Mediolanu, w rok później nadał mu hrabstwo Pavia, a w 1397 r. ustanowił go księciem Lombardii.
Wkrótce na nowo rozgorzał wojna z Florencją, która stworzyła sojusz z Karolem VI, Francesco Novello z Padwy, Bolonią i innymi przeciwko Viscontiemu. W lipcu 1397 r. wojska mediolańskie wkroczyły na terytorium Mantui. Na początku zostały pokonane w Governolo, ale później zmusiły wroga do ucieczki. Na chwilę rozejm przerwał wojnę. Florencja jednak była ciągle nieprzejednanym wrogiem Viscontiego, a ten podsycał w wielu miastach Toskanii wrogość wobec niej do tego stopnia, że Siena, Piza, Perugia i Asyż uznały nad sobą jego władzę zwierzchnią. Wobec sytuacji oblężenia Florencja zmontowała nowy sojusz, do którego wszedł nowy cesarz Robert Bawarski. Jednak Gian Galeazzo pokonał wojska niemieckie w bitwie pod Brescią 24 października 1401 r. Po pokonaniu oddziałów ligi florenckiej, 28 czerwca 1402 r. wkroczył do Bolonii. Wydawało się, że dla Florencji nie ma już ratunku, a jej upadek jest nieunikniony, ale 3 września 1402 r. Gian Galeazzo zmarł. Śmierć położyła kres jego ambitnym planom, których zwieńczeniem miała być koronacja na króla Włoch. Wkrótce po jego śmierci z wielkich osiągnięć i zdobyczy ambitnej polityki księcia prawie nic nie zostało. Jego następcą został syn Giovanni Maria.

## Charakterystyka rządów
Gian Galeazzo był doskonałym organizatorem oraz człowiekiem o wyjątkowym talencie politycznym. Jego polityka zagraniczna sprawiła, że księstwo Mediolanu osiągnęło apogeum swojego rozwoju i potęgi. Ustanowieni przez niego prawnicy dokonali przeglądu prawodawstwa mediolańskiego i zebrali je w jeden kodeks. W polityce wewnętrznej książę zachował tradycyjne urzędy i statuty lokalne, ale administrację podporządkował swojej władzy. Kazał też burzyć zamki szlacheckie i zabraniał budowy nowych, przez co bardziej podporządkowywał sobie szlachtę. Ograniczył przywileje i samodzielność Kościoła. Beneficja nie mogły być rozdawane bez jego wiedzy, a nominacje na urzędy kościelne musiały być z nim uzgodnione.
Był też mecenasem kultury. Podjął budowę katedry w Mediolanie, klasztoru kartuzów w Certosa di Pavia, który miał być miejscem pochówku władców, a także odnowił Uniwersytet w Pawii oraz założył akademię malarstwa i bibliotekę.